# پیک اسکالیستی
پیک اسکالیستی (به لاتین: Pik Skalisty) یک کوه در تاجیکستان است که در ناحیه خودمختار بدخشان کوهستانی واقع شده‌است. پیک اسکالیستی ۵٬۷۰۴ متر بالاتر از سطح دریا واقع شده‌است.